# Sloup Marka Aurelia
Sloup Marka Aurelia (latinsky Columna Centenaria Divorum Marci et Faustinae, italsky Colonna di Marco Aurelio) je starověká stavební památka, nacházející se na náměstí Piazza Colonna v Římě.

## Historie
Sloup byl postaven v dórském stylu, v letech 180–196, po smrti císaře Marka Aurelia. Předlohou stavbě byl Trajánův sloup, který byl vystavěn v roce 113 na Traianově fóru, na počest římských vítězství nad Dáky.
Skládá se z dvaceti osmi bloků z carrarského mramoru. Jeho trup vysoký 29,62 metru s průměrem 3,7 metru stojí na deset metrů vysokém podstavci. Na spirálovém vyvýšeném pase, stylem připomínající Trajánův sloup, je vytesano stošestnáct bojových scén zachycujících obě vojenská tažení Marka Aurelia v letech 172–175 proti Markomanům a Sarmatům. Oproti Trajánovu sloupu jsou scény provedeny hlubšími vrypy, které činí postavy plastičtější a výraznější.
Reliéfy jsou velmi významným historickým dokladem a jediným zachovaným ikonografickým svědectvím bojů mezi Římany a středoevropskými germánskými kmeny v době Markomanských válek. Jednotlivé výjevy i samotné postavy jsou zdrojem mnoha informací. Vzhled římských vojenských táborů, způsob přemostění řeky, vzhled osob či příbytků Germánů, představují jedinečný zdroj poznatků a dokladů týkajících se zmíněných událostí.
Latinské pojmenování sloupu je důkazem toho, že sloup byl původně zasvěcen císaři a jeho manželce Faustině. Jejich pozlacené sochy původně stály na vrcholové platformě monumentu, přístupné po vnitřním točitém schodišti se stodevadesáti stupínky. V roce 1589 dal papež Sixtus V. obě sochy odstranit a nahradit bronzovou sochou apoštola Pavla s mečem. Současně byl sloup zrekonstruován architektem Domenikem Fontanou. Fontana vytvořil nový mramorový základ, na který použil stavební materiál ze zbouraného Septizonia na Palatinu.

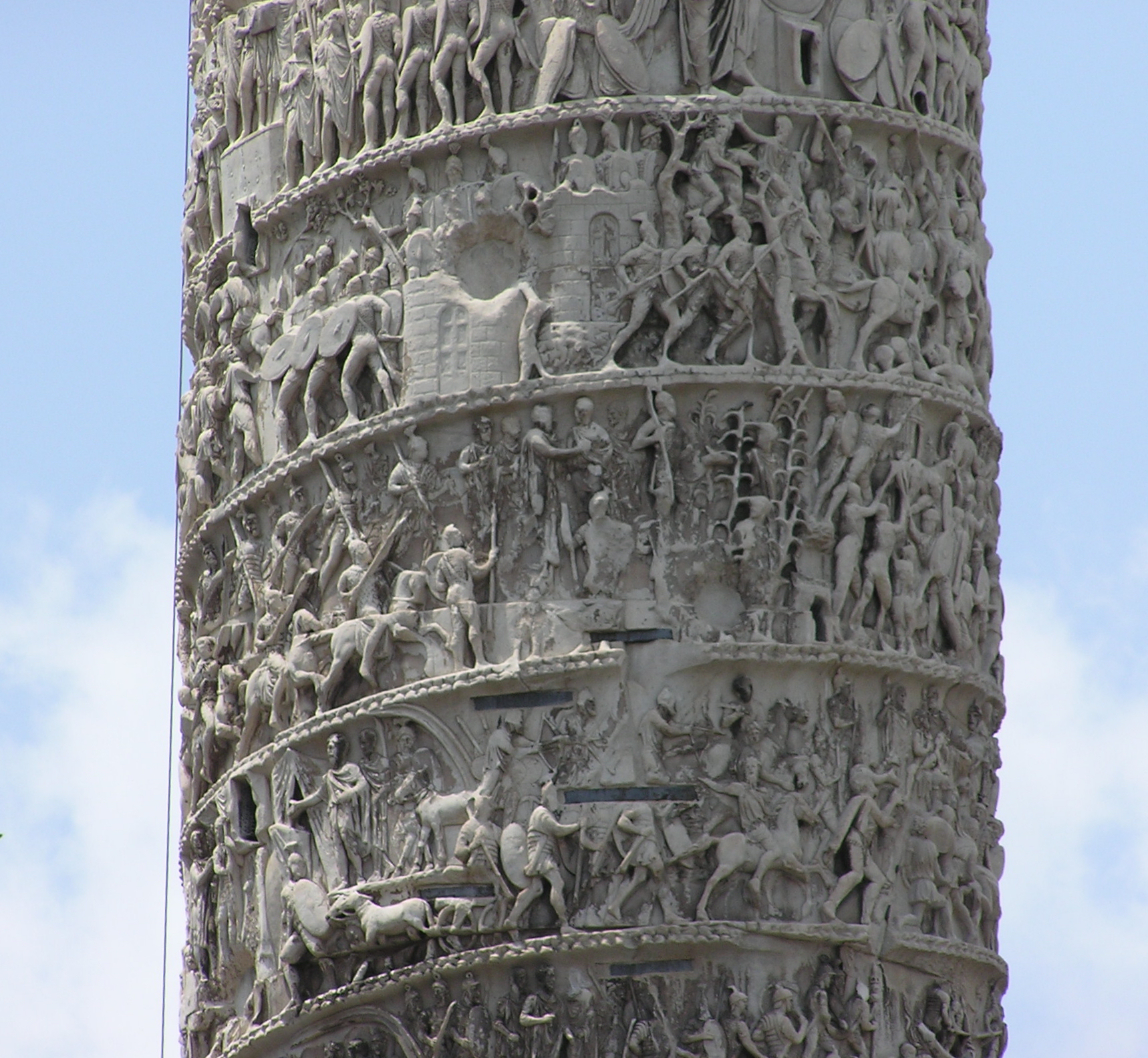
Detail reliéfního vlysu

Na věčnou památku této události dal papež do podstavce vytesat nápis:
| SIXTVS V PONT MAX COLVMNAM HANC COCLIDEM IMP ANTONINO DICATAM MISERE LACERAM RVINOSAMQ(UE) PRIMAE FORMAE RESTITVIT A. MDLXXXIX PONT IV | SIXTUS V., NEJVYŠŠÍ PONTIFEX, OBNOVIL TENTO SLOUP, VĚNOVANÝ CÍSAŘEM ANTONINEM, BOHUŽEL POŠKOZENÝ, DO SVÉ PŮVODNÍ PODOBY. ROKU 1589, VE ČTVRTÉM ROCE SVÉHO PONTIFIKÁTU. |